# Domenico Comparetti
Domenico Comparetti (ur. 27 czerwca 1835 w Rzymie, zm. 20 stycznia 1927 we Florencji) – włoski filolog.
W 1855 roku ukończył studia w zakresie przyrody i matematyki na Uniwersytecie Rzymskim Sapienza, po czym podjął pracę w aptece należącej do jego wujka. We własnym zakresie nauczył się języka greckiego, na tyle, że w 1858 roku opublikował własne tłumaczenia odnalezionych wówczas mów Hyperejdesa. W 1859 roku objął Katedrę Greki na Uniwersytecie w Pizie, a w 1872 przeniósł się na podobne stanowisko do Florencji.
Jego prace dotyczyły poruszały bardzo zróżnicowaną tematykę, zajmował się zarówno fińską epopeją Kalewalą, jak i opowieściami o Sindbadzie. Spośród jego prac często wznawiane i tłumaczone było dwutomowe opracowanie Wergiliusz w Średniowieczu (Virgilio nel Medio Evo).
W 1891 roku został senatorem Królestwa Włoch.
W 1900 roku Uniwersytet Jagielloński przyznał ma tytuł doktora honoris causa.
Odznaczony Orderem Sabaudzkim Cywilnym, Orderem Korony Włoch III klasy oraz Orderem Świętych Maurycego i Łazarza IV i V klasy.

## Wybrane publikacje
- L’Euxenippea d’Iperide (1861)
- Notizie ed osservazioni in proposito degli studi critici del prof. Ascoli (1863)
- Saggi dei dialetti greci dell'Italia meridionale (1866)
- Virgilio nella tradizione letteraria fino a Dante, studio storico-letterario (1866)
- Edipo e la mitologia comparata, saggio critico (1867)
- Ricerche intorno al libro di Sindibad 1869)
- Virgilio nel Medio Evo (1872)
- Novelline popolari italiane (1875)
- La Commissione Omerica di Pisistrato e il Ciclo epico (1881)
- Il Kalevala o la poesia tradizionale dei Finni, studio storico critico sulle origini delle grandi epopoee nazionali (1891)
- La Guerra Gotica di Procopio di Cesarea (1898)
- Le imagini di Virgilio, il musaico di Hadrumentum e i primi sette versi dell'Eneide (1914)